# Dinotiscus armandi
Dinotiscus armandi is een vliesvleugelig insect uit de familie Pteromalidae. De wetenschappelijke naam is voor het eerst geldig gepubliceerd in 1987 door Yang.